# Pseudonusa
Pseudonusa is een vliegengeslacht uit de familie van de roofvliegen (Asilidae).

## Soorten
- P. andhraensis Joseph & Parui, 1989